# Роллінгвуд (Каліфорнія)
Роллінгвуд (англ. Rollingwood) — переписна місцевість (CDP) в США, в окрузі Контра-Коста штату Каліфорнія. Населення — 3015 осіб (2020).

## Географія
Роллінгвуд розташований за координатами 37°57′56″ пн. ш. 122°19′50″ зх. д. / 37.96556° пн. ш. 122.33056° зх. д. (37.965444, -122.330580).  За даними Бюро перепису населення США в 2010 році переписна місцевість мала площу 0,43 км², уся площа — суходіл.

## Демографія
Згідно з переписом 2010 року, у переписній місцевості мешкало 2969 осіб у 729 домогосподарствах у складі 624 родин. Густота населення становила 6897 осіб/км².  Було 776 помешкань (1803/км²).
Расовий склад населення:
| - 38,1 % — білих - 18,0 % — азіатів - 7,4 % — чорних або афроамериканців - 0,9 % — корінних американців - 0,7 % — вихідців з тихоокеанських островів - 30,5 % — осіб інших рас |

До двох чи більше рас належало 4,3 %. Частка іспаномовних становила 61,8 % від усіх жителів.
За віковим діапазоном населення розподілялося таким чином: 28,6 % — особи молодші 18 років, 63,0 % — особи у віці 18—64 років, 8,4 % — особи у віці 65 років та старші. Медіана віку мешканця становила 31,1 року. На 100 осіб жіночої статі у переписній місцевості припадало 97,5 чоловіків;  на 100 жінок у віці від 18 років та старших — 99,0 чоловіків також старших 18 років.
Середній дохід на одне домашнє господарство  становив 66 478 доларів США (медіана — 50 329), а середній дохід на одну сім'ю — 64 714 долари (медіана — 51 382). Медіана доходів становила 35 670 доларів для чоловіків та 31 638 доларів для жінок. За межею бідності перебувало 21,5 % осіб, у тому числі 28,9 % дітей у віці до 18 років та 12,3 % осіб у віці 65 років та старших.
Цивільне працевлаштоване населення становило 1138 осіб. Основні галузі зайнятості: освіта, охорона здоров'я та соціальна допомога — 21,9 %, мистецтво, розваги та відпочинок — 15,6 %, роздрібна торгівля — 14,4 %.